# Herpes labiale
L'herpes labiale è una malattia infettiva causata prevalentemente dal virus Herpes simplex 1 (HSV-1) appartenente alla sottofamiglia degli Alphaherpesvirinae; in minor misura è sostenuto da Herpes simplex 2 (HSV-2), solitamente causa di herpes genitale.

## Trasmissione
Viene contratto attraverso saliva, baci o in generale tramite contatto interumano durante la fase infettiva.
Una volta che l'herpes ha infettato l'organismo rimane latente fino al momento di manifestarsi.

## Cause
Il virus dell'herpes labiale può manifestarsi a causa di diversi fattori scatenanti:
- bruschi sbalzi di temperatura
- esposizione prolungata e non controllata ai raggi solari (sia in estate sia in inverno)
- attacchi febbrili, stati influenzali e parainfluenzali
- periodi prolungati di forte stress
- alimentazione scorretta
- stato di gravidanza e improvvisi sbalzi ormonali

## Cronicizzazione
Si insedia a livello del nucleo del ganglio di Gasser del nervo trigemino, dove rimane in forma latente per poi subire riattivazioni in situazioni di leggera immunodepressione, soprattutto nel caso di stress, e dare un'ulcera fredda sul labbro.
Nei pazienti immunodeficienti e nei neonati può dare origine a una riattivazione centripeta e causare un'encefalite. Utilizza il recettore p75 dei neuroni per entrare nella cellula (lo stesso usato dal virus della rabbia).

## Presentazione clinica
Si presenta come un'eruzione formata da numerose vescicole, seguita dalla formazione di croste. È dolorabile alla pressione. Durante la fase clinica le vescicole contengono il virus vivo e vi è dunque la possibilità di trasmissione.

## Localizzazione
Generalmente si situa a livello della giunzione del labbro e nella cute circostante.

## Prognosi
Dura normalmente una settimana. In caso di sovrainfezione può durare più a lungo.

## Trattamento
La malattia è cronica e non sono state individuate cure definitive. Tuttavia la durata delle manifestazioni può essere ridotta da farmaci antivirali, anestetici e creme (come quelle all'ossido di zinco o al solfato di zinco) applicati tempestivamente sull'area cutanea interessata. Tra gli antivirali sono efficaci l'ibacitabina, l'aciclovir e il penciclovir, che può velocizzare la guarigione anche del 10%. Il famciclovir e il valaciclovir, assunti per via orale possono risultare più efficaci con una somministrazione singola ad alte dosi, rispetto al trattamento tradizionale a basse dosi per 5-7 giorni.
La lisina è stata proposta per il trattamento sulla base di buoni risultati in vitro; tuttavia si è dimostrata inefficace nell'uomo. 
Il virus dell'herpes labiale come altri virus incapsulati in una membrana lipidica risulta disattivato da alcoli grassi saturi a lunga catena oltre che dal BHT. 
Di questi solo il docosanolo è stato approvato dalla Food and Drug Administration nel trattamento dell'herpes labiale dell'adulto immunocompetente, essendosi dimostrato di un'efficacia pari a quella degli antivirali topici..
Visto il meccanismo di azione, presenta un rischio di farmacoresistenza nullo o minimo..
L'uso di uno stimolatore elettrico trans-cutaneo TENS sui siti di lesione è stato suggerito per il trattamento dell'herpes labiale sia in associazione con i farmaci antivirali, sia in sostituzione.

## Prevenzione
È possibile riconoscere, già 12-16 ore prima che il virus compaia in superficie, i primi sintomi: prurito, bruciore, irritazione e dei puntini doloranti nell'area cutanea interessata dall'infezione. Sarebbe bene, a questo punto, applicare tempestivamente i relativi farmaci prima che l'infezione stessa si sviluppi completamente e il virus si replichi.
Se non si riesce a intervenire in tempo, si possono applicare creme a base di penciclovir per ridurre l'entità del sintomo.